# حارة محمد إسماعيل الأحمر (صنعاء)

تعديل مصدري - تعديل

حارة محمد إسماعيل الأحمر هي إحدى حارات حي الثورة بمديرية الثورة إحد مديريات العاصمة اليمنية صنعاء، بلغ تعداد سكانها 1162 نسمة حسب تعداد اليمن لعام 2004.